# 코로나19 범유행에 관한 제노포비아와 인종 차별
2019년 12월 12일부터 발생한 코로나19 범유행으로 인하여 일어난 중국인, 더 나아가 동아시아인에 대한 인종 차별이 이루어지고 있다.

## 오스트레일리아
오스트레일리아의 한 여자사립학교는 전염 가능성을 이유로 한국계 여학생에게 2주간 기숙사에 들어오지 말라고 통보했다. 이 학생은 상하이를 방문한 적이 있지만 코로나 사태 이전이었고, 검사결과 감염되지 않았다는 판정을 받은 상태였다.
중국인 유학생이 구타를 당해 한 쪽 눈이 실명될 위기에 처했다.

## 이탈리아
이탈리아의 산타 체칠리아 국립음악원은 한국인을 포함해 동양계 학생들의 수업참여를 금지했다.
카솔라(Cassola) 에서는 한 중국인이 술집에 들어갔다가 맥주병으로 머리를 맞았다.

## 영국
2월 3일 손흥민이 맨체스터 시티와의 경기에서 승리한 뒤 인터뷰에서 땀을 흘리며 두 차례 마른 기침을 하자 외국 축구팬들이 ‘손흥민이 코로나19에 감염된 것 아니냐’는 취지의 댓글과 함께 손흥민과 함께 있는 선수들 사진에 마스크를 합성하며 조롱했다.
런던에서 싱가포르 출신 학생이 구타를 당했다.
런던 서부에서 동양인 세무사가 10대들에게 폭행을 당했다.

## 네덜란드
노르웨이 오슬로 대학 한국학과 박노자 교수는 CBS <김현정의 뉴스쇼>에 출연해 “혐오와 인종주의의 광란이 지금 춤추고 있다”며“개인적으로 아는 한국 연구자들이 네덜란드에 출장갔을 때 암스테르담 길거리를 가다 현지 청소년들한테‘코로나가 온다, 바이러스가 온다’라고 손가락질을 당했다”고 말했다.

### KLM 항공의 인종 차별
네덜란드 항공사인 KLM을 이용한 한국인이 SNS에 한국인이라 인종차별을 당했다는 글을 인스타그램에 올리면서 논란이 되고 있다. 그는 2020년 2월 10일 네덜란드 암스테르담에서 인천으로 가는 KL855 항공편을 타고 오던 중 객실 내부 화장실 문에 한글로 ‘승무원 전용 화장실’이라고 적힌 종인 안내문을 보았다. 그는 여러 국적의 승객이 탑승한 여객기에 한국어로만 안내가 적힌 것을 이상하다고 보고 촬영했다. 그 모습을 본 부사무장이 기내에서는 사진을 찍을 수 없다며 사진을 지우라고 요청하였다. 그는 “왜 한국어로만 문구가 적혀있느냐, 영어는 없냐”고 항의했고 부사무장은 “잠재적 바이러스 보균자 고객으로부터 승객을 지키기 위해 결정한 사항”이라며 “기분이 나쁘다면 영어로도 써주겠다”고 답했다. 그는 인스타그램에 이 일을 알리며 “2차 감염이 높은 승무원의 안전을 위해 전용 화장실을 만드는 것은 예방책으로 이해할 수 있지만 왜 코로나바이러스 예방을 위해 마련된 승무원 전용 화장실을 한국어로 고지했는지가 중요한 포인트”라고 지적했다.

## 해시태그 운동
이에 중국인을 포함한 동양인들은 SNS에‘나는 바이러스가 아니다’는 문구로 해시태그 운동을 벌였다. 전염병에 대한 공포와 불안이 아시아인에 대한 혐오를 전 세계에 퍼트리고 있다.

## 같이 보기
- 반일 감정
- 반한 감정
- 반러 감정
- 이슬람 공포증
- 반유대주의
- 동성애 혐오
- 트랜스포비아
- 황화론
- 1차 콜레라 범유행